# Richard Barbrook
Richard Barbrook je akademik u Školi društvenih, humanističkih i jezičnih znanosti na Sveučilištu Westminster. 

## Obrazovanje
Barbrook je studirao za prvostupnika društvenih i političkih znanosti na Fakultetu Downing, na Sveučilištu Cambridge, za magistra u političkom ponašanju na Sveučilištu Essex i za doktora politike i vlade na Sveučilištu Kent. [nedostaje izvor]

## Karijera
Ranih osamdesetih bio je uključen u piratsko i društveno radio emitiranje. Tijekom pomaganja u postavljanju višejezične radio stanice Spectrum u Londonu, objavio je opsežan rad o radio problemima koji su bili prisutni u to vrijeme.
Nekoliko godina je radio na medijskoj regulaciji na području EU-a, u istraživačkom institutu na Sveučilištu Westminster-u, te je puno njegovih materijala objavljeno 1995. godine u njegovoj knjizi Medijska Sloboda. Iste godine postao je koordinator Centra za istraživanje Hypermedia u Westminsterskoj medijskoj školi i bio je prvi voditelj tečaja magistralnog studija u hipermedijskim studijama. [nedostaje izvor]
Radivši s Andyjem Cameronom napisao je esej "The Californian Ideology" pionirsku kritiku neoliberalne politike časopisa Wired. Njegova druga važna djela o Internetu su "The Hi-Tech Gift Economy", "Cyber-communism", "The Regulation of Liberty", i "The Class of the New".
2007. godine, Barbook se preselio u Školu društvenih znanosti Sveučilišta u Westminsteru i objavio svoju studiju o političkoj i ideološkoj ulozi proročanstva umjetne inteligencije i informacijskog društva Imaginary Futures.
Udruga za ekologiju medija je 2008. godine odabrala Imaginary Futures kao dobitnika nagrade Marshall McLuhan za najbolju knjigu godine u području medijske ekologije.
Richard Barbrook je član osnivača Class Wargames i supisac scenarija grupi filmova: Ilze Black (redatelj), "Class Wargames predstavlja Guy Debord's film The Game of War".

## Odabrani radovi
- Barbrook, Richard. 2007. Imaginary Futures: from thinking machines to the global village. paperback izdanje. Pluto Press. London. ISBN 978-0-7453-2660-3.
- Barbrook, Richard. 2006. The Class of the New. paperback izdanje. OpenMute. London. ISBN 0-9550664-7-6.
- Barbrook, Richard (2000) [1999]. "Cyber-Communism: How The Americans Are Superseding Capitalism In Cyberspace". Science as Culture. 9 (1), 5–40.
- Barbrook, Richard. (15 May 1996). "Global Algorithm 1.5: Hypermedia Freedom  Arhivirana inačica izvorne stranice od 28. travnja 2017. (Wayback Machine)". Ctheory. 19 (1–2).
- Barbrook, Richard. 1995. Media Freedom: the contradictions of communications in the age of modernity. paperback izdanje. Pluto Press. London. ISBN 978-0-7453-0943-9
- Barbrook, Richard. Andy Cameron. (1996) [1995] "The Californian Ideology". Science as Culture. 26, 44–72.